# Just Desserts
Just Desserts é uma canção das cantoras britânica Marina and the Diamonds e Charli XCX. Foi lançado em 1 de maio 2013 na conta oficial de Charli XCX no SoundCloud e foi disponibilizado para download gratuito. Ouve boatos de que a canção faria parte da reedição do álbum de Marina "Electra Heart" (2012) ou do álbum de estreia de Charli "True Romance" (2013). 
A colaboração foi anunciada pela primeira vez pelo mixador Dan Parry em 25 de abril, quando ele atualizou sua conta no Instagram com uma foto que tinha uma mesa de mistura e uma etiqueta com "- Charli XCX Feat Marina and the Diamonds" escrito nela. A canção pertencia a Marina e foi intitulado "The Other Foot". De acordo com uma entrevista, ela havia escrito esta canção para um rapper, e ele nunca tinha usado, então Marina acrescentou algumas coisas, chamou de “Just Desserts”, e lançou com Charli XCX.

## Lista de faixas
- Download Gratuito[ligação inativa]

1. "Just Desserts" – 3:43